# Бюкк (гірський масив)
Бюкк (угор. Bükk) — гірський масив в Угорщині, знаходиться на північному сході країни в медьє Боршод.
Велика частина масиву входить в Бюккський національний парк. Найвища точка Бюкк є гора угор. Kettős-bérc (960 м) , третьої за величиною в Угорщині після Кекеш і угор. Galyatető. На території даного масиву виявлено 1115 печер, у тому числі Іштван-Лапа, найглибша печера в Угорщині (254 м), деякі з них є популярними туристичними об'єктами. Є ряд гірськолижних трас, оснащених підйомниками.
Назва Бюкк походить від дерева бук угорською, яке в цьому регіоні широко поширене.
Від назви цих гір походить Бюккська археологічна культура пізнього палеоліту.

## Галерея

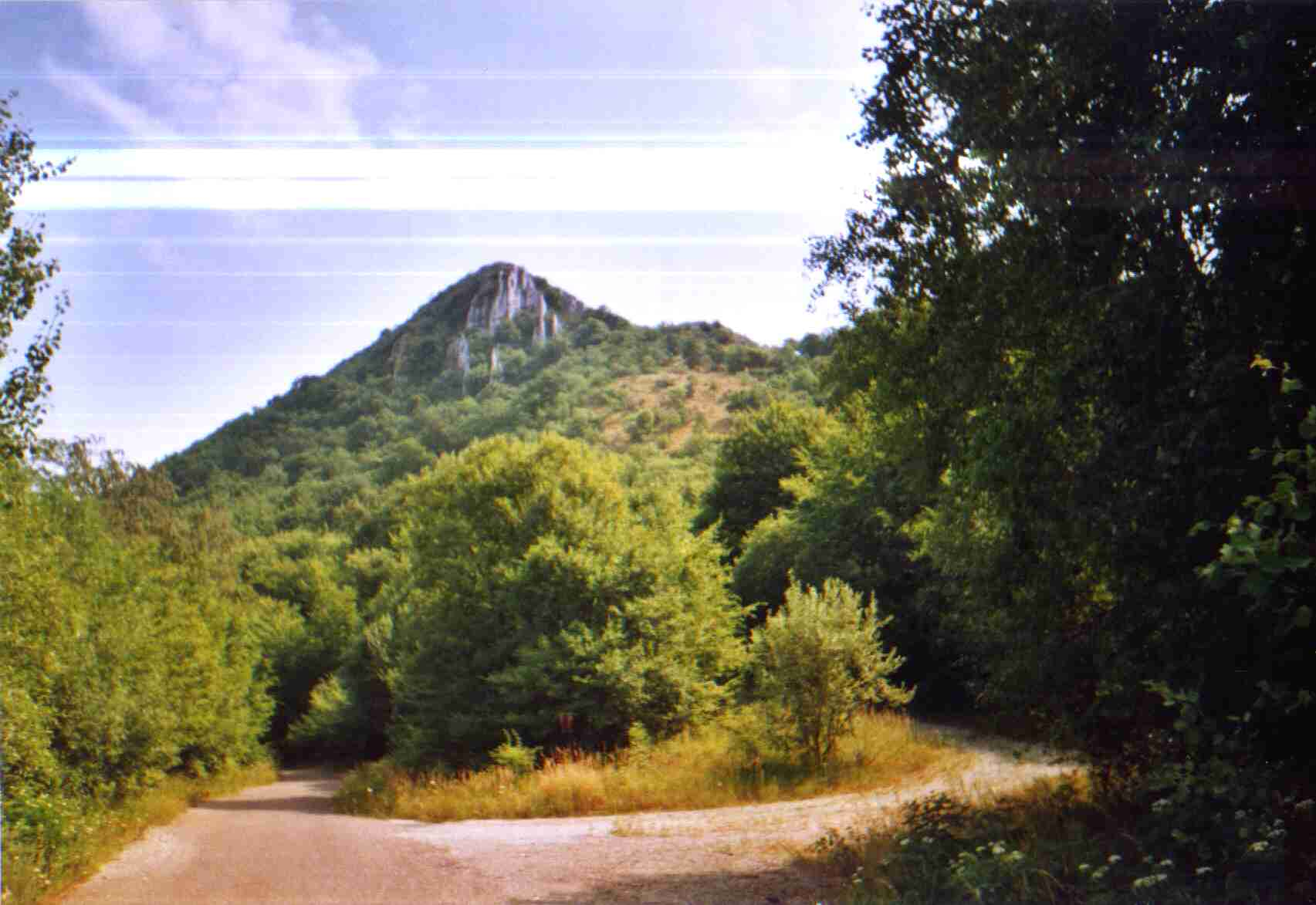
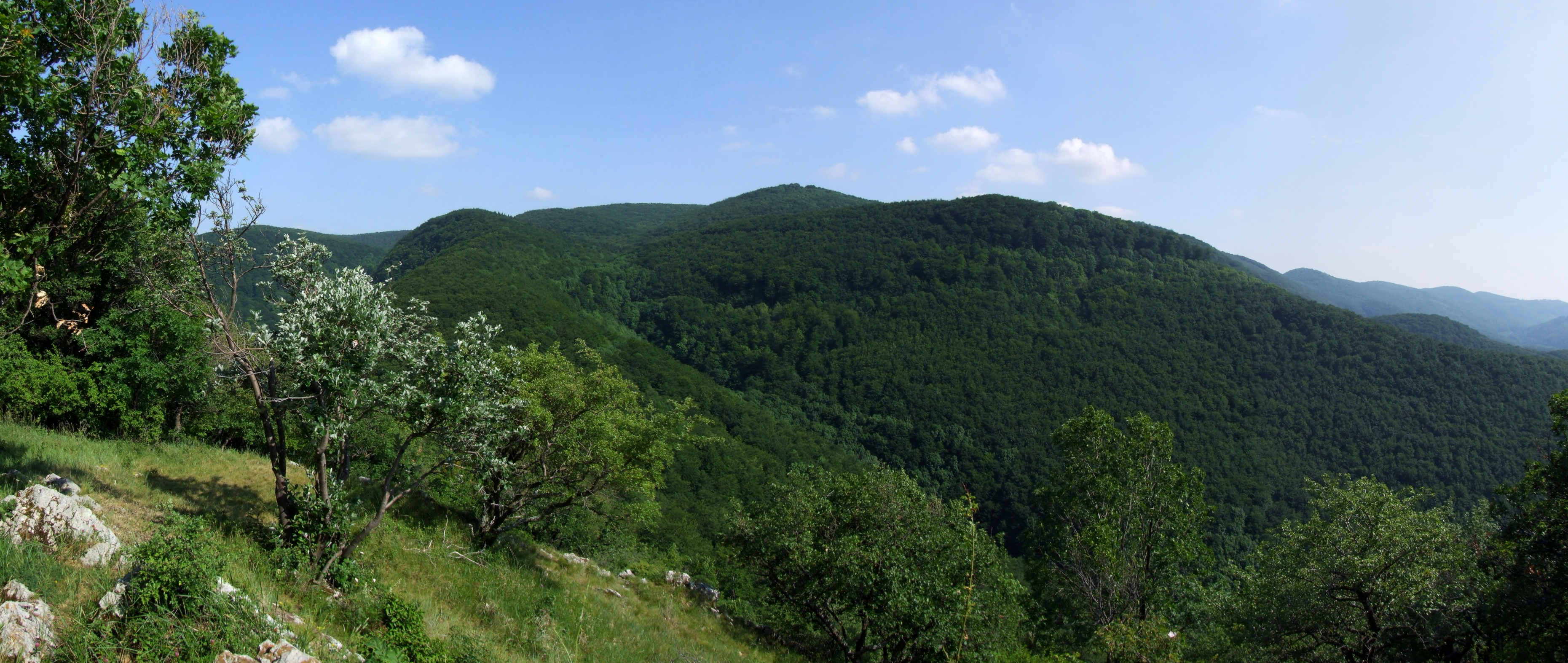
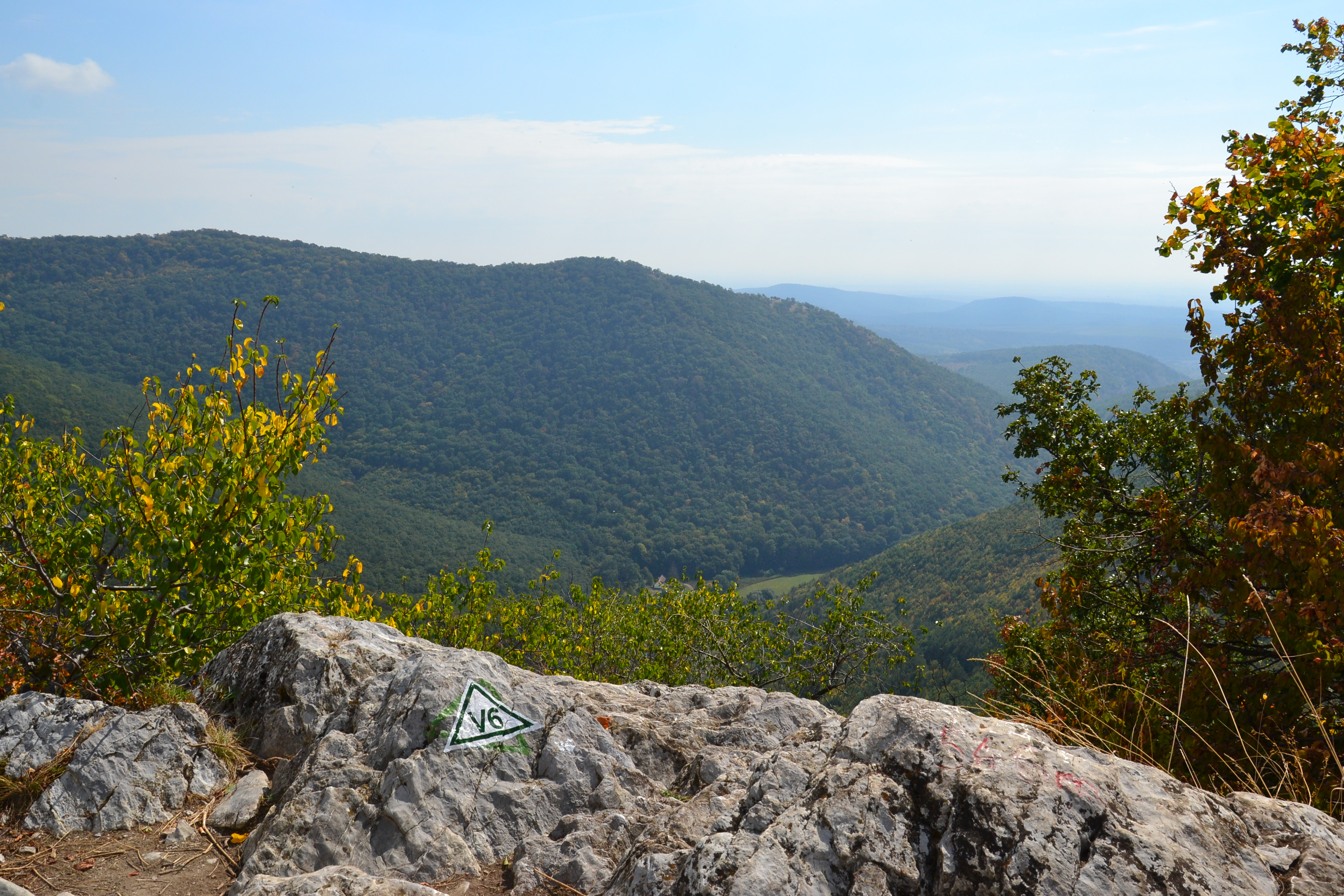
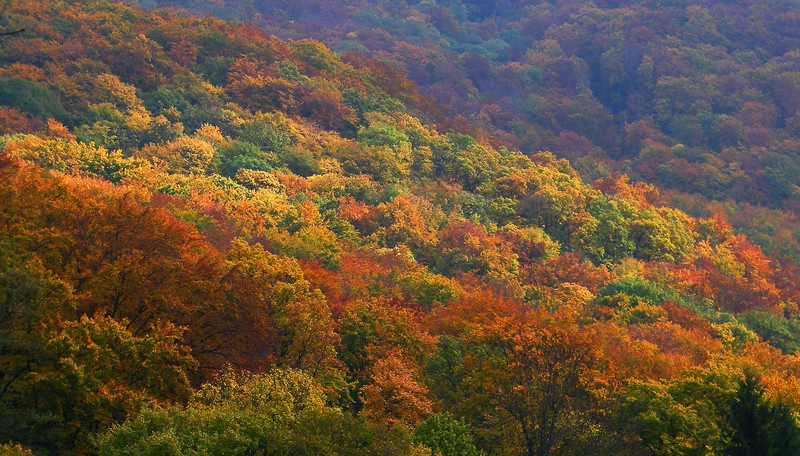